# Umbará
Umbará é um bairro da região sul da cidade brasileira de Curitiba, Paraná. 
O bairro é o segundo maior de Curitiba, com 22,47km², atrás apenas do CIC (Cidade Industrial de Curitiba) com 43,38km².

## Origem do nome
O nome Umbará surgiu em consequência da constituição argilosa do solo da região que, em tempos de chuva, formava grande quantidade de barro nos caminhos: “um bará”, ou seja, um barro só, segundo a tradição oral do povo, porém, a origem do nome se deve porque "Umbará" era a palavra que os indígenas utilizavam para designar as pequenas frutas silvestres quando começavam a amadurecer.

## História
A região do bairro Umbará, assim como o bairro vizinho Ganchinho, à beira do Rio Iguaçu, era predominantemente uma área com mata de várzea, habitada por algumas famílias: Calisto de Camargo, Alves, Dos Santos, Franco, Ferreira, Cruz, que tinham como atividade de subsistência pequenas lavouras, criação de animais e extração de erva-mate. Passagem para os tropeiros que circulavam entre as regiões dos Campos Gerais e o litoral do Paraná, um dos documentos mais antigos de que se tem registro é um “Termo de Vereança” datado de 11 de fevereiro de 1786, que cita obras de benfeitorias, incluindo a região do Tatuquara, como a “Ponte do Rio Grande”, facilitando o acesso à São José dos Pinhais.
Os imigrantes italianos e poloneses vieram a região na década de 1880, comprando terras de proprietários já estabelecidos, como a de João Santana Pinto, Manoel Alves, Fortunato Calisto de Camargo. Com isso, novas atividades incrementam a economia da região como a produção de vinho e a indústria de barricas para erva-mate e atendendo aos pedidos dos imigrantes italianos, Dom João Batista Scalabrini, bispo de Placência, na Itália, enviou missionários ao Brasil, foi quando o Padre Pietro Colbachini chegou em Curitiba, em 1886. 
A primeira missa realizada no Umbará, foi em 1887, na casa do Sr. Luiz Bonato, pois a colônia não possuía uma igreja e que, anos mais tarde, foi construída, iniciando-se como uma capela de madeira no local onde hoje está a torre da igreja. Em 3 de fevereiro de 1896, o Bispo da Diocese de Curitiba, Dom José Camargo de Barros, autorizou a construção da igreja, que foi inaugurada em 29 de junho de 1897 e com a chegada das Irmãs Zeladoras do Sagrado Coração de Jesus, em dezembro de 1913, inaugurou-se a primeira escola paroquial do Umbará.
Em 1938 tem início a construção da primeira olaria da região, com isso, a indústria de fabricação de tijolos e telhas acabou, aos poucos, substituindo a de construção de barricas, devido ao declínio da produção de erva-mate, e pouco tempo depois, diversas olarias foram construídas, tornando o bairro, um importante centro oleiro.
A "Igreja Matriz de Umbará" foi projetada pelo arquiteto João de Mio e as obras começaram em 1928 e paralisadas em 1932, devido a problemas entre parte da comunidade e o Frei Anselmo. Somente em 1936, as obras foram retomadas, sendo concluída e inaugurada em 1939, pelo Padre Primo Bernardi. 
A primeira linha de ônibus do bairro foi inaugurada em 1941 e em 15 de outubro de 1949, foi instalado o primeiro posto telefônico da região, no comércio de Francisco Gabardo, com a presença do prefeito Lineu Ferreira do Amaral. Em 15 de novembro de 1953, o Padre Albino Vico inaugurou a Casa Escolar, atual Colégio Estadual Padre Cláudio Morelli. Em 14 de junho de 1956 foi fundada a Sociedade Operária Beneficente do Umbará e em 1957 é inaugurada a torre da Igreja Matriz de Umbará, com a presença do Governador Moisés Lupion, além do prefeito Iberê de Matos.
Em resumo, a história do bairro esta ligada às olarias de tijolos e a fabricação de barricas de erva-mate e na atualidade, concentra a atividade de extração de areia para construção civil, sendo que, a sua localização, facilitou o escoamento da produção econômica e a exportação da erva-mate e proporcionou a chegada dos primeiros caboclos e mestiços brasileiros. Os colonos alemães, poloneses e, no final do século XIX, italianos, estabeleceram-se com o incentivo do governo provincial à política migratória, visando a ocupação dos espaços vazios.

## Parque Lago Azul
Área de 126.615 m², contendo trilha iluminada, espaços para esportes, como cancha de futebol de areia e de grama, cancha de voleibol, além de um bistrô, churrasqueiras, parque de diversões, mirante, deck e trapiche, moinho de milho, entre outros equipamentos e atrações.
Sua localização é próxima da Igreja do Umbará e foi criado para preservar a memória do bairro, pois era a antiga propriedade da família Segalla e nos anos de 1960 e 1970, como parque particular. A administração do local preservou "a casa de madeira", que foi a sede da propriedade e agora funciona como um bistrô, e "o moinho de milho", resquícios da antiga atividade econômica do local.

## Ligação externa
- Portal Umbará